# The Weeknd

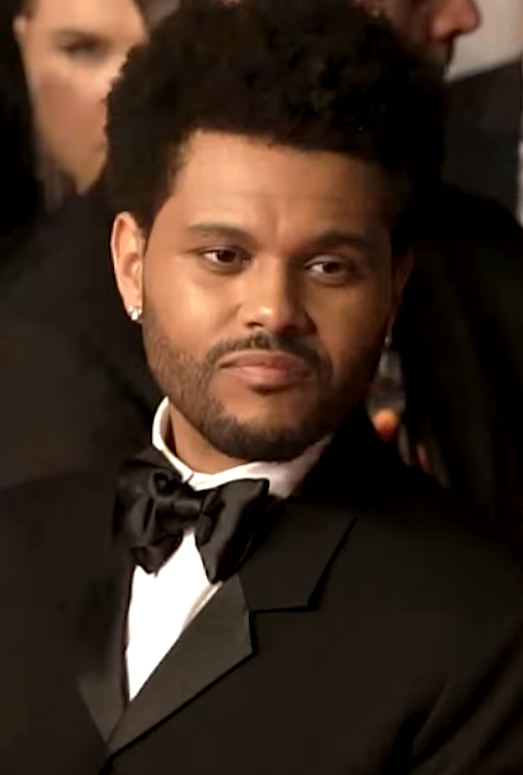
The Weeknd (2023)

Abel Makkonen Tesfaye (amharisch አቤል መኮንን ተስፋዬ; * 16. Februar 1990 in Toronto; auch bekannt unter seinem Künstlernamen The Weeknd) ist ein kanadischer R&B-Sänger, Songwriter und Schauspieler mit Einflüssen aus der elektronischen Musik.

## Jugend und Privatleben
Tesfaye ist äthiopischer Abstammung und wurde in Scarborough, dem östlichsten Bezirk Torontos, geboren. Er wuchs nach eigenen Angaben verschiedene musikalische Genres hörend auf, unter anderem Soul, Hip-Hop, Funk, Indie-Rock und Post-Punk. Da seine Mutter alleinerziehend und berufstätig war, zog ihn seine Großmutter bis zum Alter von fünf Jahren auf. Er spricht Amharisch, die äthiopische Amtssprache – es war die erste Sprache, die er erlernte.
Nachdem er im Alter von 17 Jahren die High School abgebrochen hatte, kam er auf seinen Künstlernamen: „an einem Wochenende weggelaufen und nie wieder nach Hause gekommen“ („left one weekend and never came home.“). Da eine kanadische Band den Namen The Weekend trug, modifizierte er die Schreibweise zu The Weeknd.
The Weeknd war zeitweise mit dem US-amerikanischen Model Bella Hadid und mit der Sängerin und Schauspielerin Selena Gomez liiert.
Im Mai 2023 gab Tesfaye bekannt, seinen bisherigen Künstlernamen nicht länger verwenden zu wollen und stattdessen unter seinem richtigen Namen Abel Tesfaye aufzutreten.

## Karriere
Im Jahr 2011 gründete Tesfaye zusammen mit Lamar Taylor, Wassim Slaiby und Amir Esmailian, die er im selben Jahr kennenlernte, das Musiklabel XO Records (Abk.: XO). Tesfaye bekam Anfragen von Major-Labels, die ihn unter Vertrag nehmen wollten, doch er lehnte ab. Um doch mit Musikern anderer Plattenfirmen zusammenarbeiten zu können, ging XO ein Joint Venture mit Republic Records ein. Mit Stand Januar 2021 managt XO Records unter anderem die Musiker French Montana, Doja Cat, Bebe Rexha, Ty Dolla $ign und M.I.A.
Bekannt wurde er durch seine Zusammenarbeit mit dem ebenfalls aus Toronto stammenden Rapper Drake und seinen Veröffentlichungen auf YouTube. Am 21. März 2011 veröffentlichte er das Mixtape House of Balloons auf seiner Website zum kostenlosen Download. Am 18. August 2011 erschien das Mixtape Thursday, und am 21. Dezember folgte das dritte Mixtape mit dem Titel Echoes of Silence. Im Jahre 2012 begann Tesfaye seine erste Tour in den USA, mit einer Aufführung beim Coachella-Festival. Er erweiterte seine Tour auch nach Europa und war auch Gast beim Wireless Festival in London. Im September 2012 unterzeichnete Tesfaye mit Republic Records in einem Joint Venture mit seinem eigenen Imprint XO. Am 13. November 2012 erschien die Kompilation Trilogy, welche die drei ersten Mixtapes und einige neue Lieder enthält.
Am 16. Mai 2013 feierte Tesfaye die Premiere des Titeltracks seines ersten Studioalbums Kiss Land. Das Album wurde später durch die Singles Belong to the World und Live For mit Drake promotet. Sein Debütalbum Kiss Land erschien am 10. September 2013. In den USA wurden in der ersten Woche 96.000 Exemplare verkauft, und das Album platzierte sich auf Platz 2 der Billboard 200. Später wurde bestätigt, dass es sich in den Vereinigten Staaten über 273.000 Mal verkauft hatte und von den Musikkritikern allgemein positiv bewertet wurde.
2014 ging Tesfaye auf Tour mit dem Titel King of the Fall. Die Tour fand im September und Oktober quer durch die Vereinigten Staaten statt. Kurz darauf veröffentlichte Tesfaye seine Single Often, die zu Spekulationen führte, dass es die erste Single aus seinem zweiten Studioalbum war. Im selben Jahr arbeitete er auch mit Ariana Grande an einem Duett namens Love Me Harder zusammen, das sich auf Platz sieben der Billboard Hot 100 platzierte. Tage danach veröffentlichte er Earned It, eine Single von Fifty Shades of Grey (2015). Der Song platzierte sich auf Platz 3 der Billboard Hot 100.

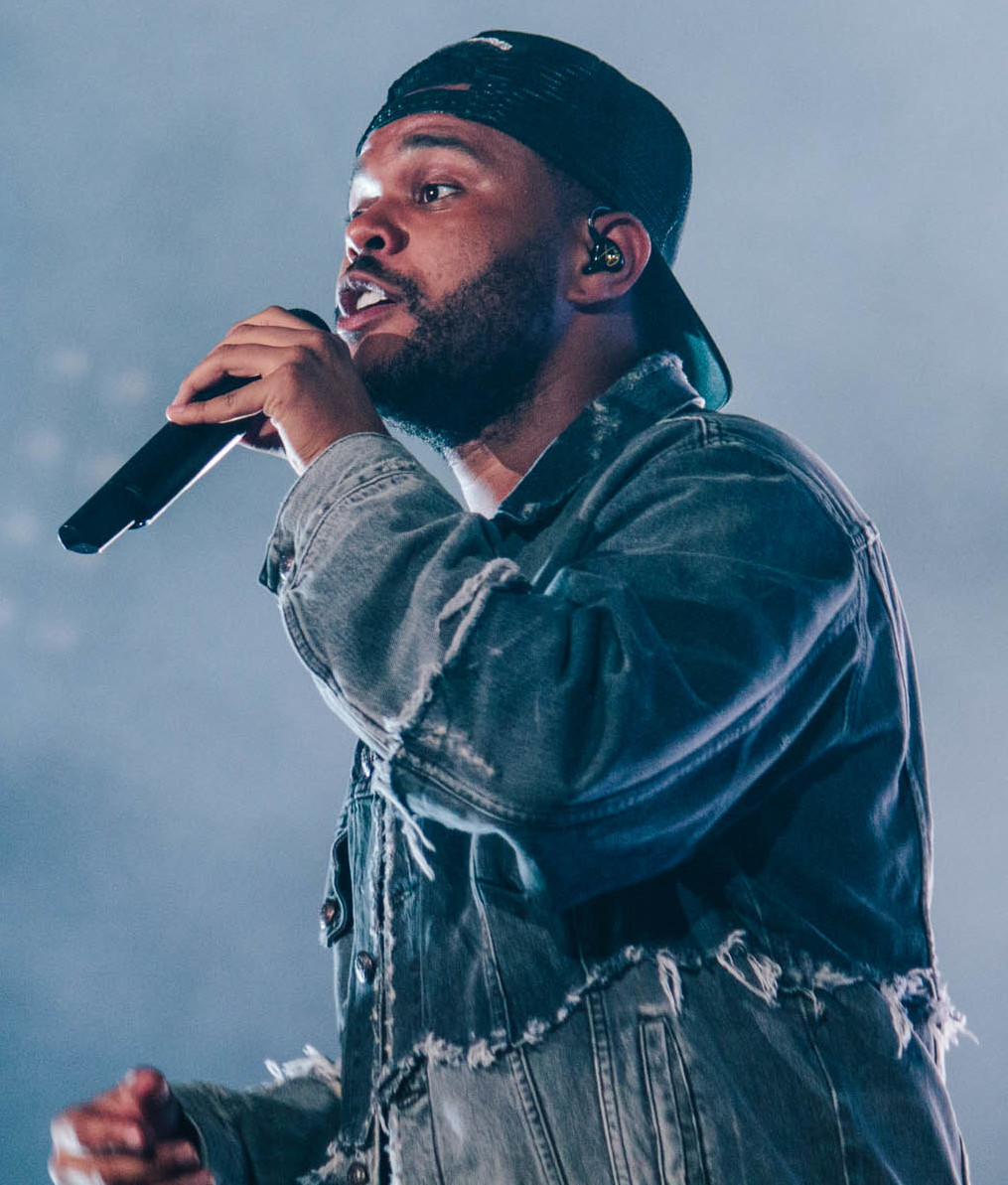
The Weeknd, 2018

Im November 2019 veröffentlichte Tesfaye die Single Blinding Lights, die in einem Werbespot für Mercedes-Benz verwendet wurde und mit der er im Januar 2020 in Deutschland zum ersten Mal auf Platz eins der Singlecharts aufstieg. Im selben Jahr wurde er in sechs Kategorien für die MTV Video Music Awards 2020 nominiert und gewann davon in den Kategorien „Video of the Year“ und „Best R&B“. Als The Recording Academy The Weeknd trotz dessen Album After Hours nicht für die Grammy Awards 2021 nominierten, teilte The Weeknd über Social Media mit, dass die Academy, deren Mitglieder Anonymität genießen, „korrupt bleibe“. Später ergänzte er, dass ihm seine vorherigen Grammy-Auszeichnungen nichts mehr bedeuten würden. Bei der 67. Grammy-Verleihung im Jahr 2025 überraschte Tesfaye jedoch mit einem Auftritt und beendete seinen jahrelangen Boykott der Veranstaltung.
Am 7. Februar 2021 trat The Weeknd als Topact der Halbzeitshow des Super Bowl LV auf, dem Endspiel der Saison 2020 der NFL. Er zahlte die Kosten des Auftritts von 7 Millionen US-Dollar selbst und bekam keine Gage. Nach dem Super Bowl kehrten seine bekanntesten Lieder wieder in die Charts zurück oder stiegen nach oben, darunter auch The Hills und Blinding Lights. Bei Spotify übertraf er eine neue Bestmarke mit 75 Millionen Hörern in einem Monat, was vor ihm nur vier Künstler geschafft hatten.
Für den 7. Januar 2022 veröffentlichte Tesfaye sein neues Album Dawn FM.
Am 14. Juli 2022 begann Tesfaye die After Hours Til Dawn Tour in Nordamerika, Europa und Lateinamerika, die aufgrund der COVID-19-Pandemie um zwei Jahre verschoben worden war.
Am 17. Juli 2024 kündigte The Weeknd eine One-Night-Show in São Paulo, Brasilien, für den 7. September 2024 an. Drei Tage vor dem Konzert gab er den Titel seines sechsten Albums Hurry Up Tomorrow bekannt, das am 31. Januar 2025 erschienen ist.
Am 4. Februar 2025 kündigte The Weeknd seinen ersten Spielfilm Hurry Up Tomorrow mit einem Trailer auf Instagram an. Der Film diente als Inspiration für sein gleichnamiges Album. Tesfaye übernahm die Hauptrolle im Film. Jenna Ortega und Barry Keoghan sind in weiteren Rollen zu sehen. Der Thriller startete am 16. Mai 2025 weltweit in den Kinos.
Mit Stand April 2025 hat The Weeknd 117,7 Millionen monatliche Hörer auf Spotify. Er gehört damit zu den meist gehörten Musikern auf Spotify (2. weltweit).

## Einflüsse
Zu Tesfayes persönlichen Einflüssen gehören:
- Michael Jackson[18]
- R. Kelly[19]
- Prince[19]
- David Bowie[20]
- Siouxsie and the Banshees[21]
- Cocteau Twins[21]
- Daft Punk[22]
- Eminem[22]
- Wu-Tang Clan[23]
- Beach House[24]
- Aaliyah[24]
- 50 Cent[23]
- Bill Withers[23]
- Giorgio Moroder[25]

## Engagement
Tesfaye schloss zunächst einen Werbevertrag mit H&M ab, jedoch beendete er im Januar 2018 seine Zusammenarbeit mit dem Modekonzern, nachdem Rassismusvorwürfe gegen diesen erhoben wurden.
Nach Angaben des Branchenblatts Variety spendete der Grammy-Preisträger allein im Jahr 2020 rund 1,8 Millionen Euro für humanitäre Zwecke – unter anderem für die COVID-19-Bekämpfung in seinem Heimatbezirk Scarborough, für die „Black-Lives Matter“-Bewegung und die Opfer der Explosion in Beirut.

## Diskografie
Studioalben

| Jahr | Titel Musiklabel                                 | Höchstplatzierung, Gesamtwochen, AuszeichnungChartplatzierungen (Jahr, Titel, Musiklabel, Platzierungen, Wochen, Auszeichnungen, Anmerkungen) | Höchstplatzierung, Gesamtwochen, AuszeichnungChartplatzierungen (Jahr, Titel, Musiklabel, Platzierungen, Wochen, Auszeichnungen, Anmerkungen) | Höchstplatzierung, Gesamtwochen, AuszeichnungChartplatzierungen (Jahr, Titel, Musiklabel, Platzierungen, Wochen, Auszeichnungen, Anmerkungen) | Höchstplatzierung, Gesamtwochen, AuszeichnungChartplatzierungen (Jahr, Titel, Musiklabel, Platzierungen, Wochen, Auszeichnungen, Anmerkungen) | Höchstplatzierung, Gesamtwochen, AuszeichnungChartplatzierungen (Jahr, Titel, Musiklabel, Platzierungen, Wochen, Auszeichnungen, Anmerkungen) | Höchstplatzierung, Gesamtwochen, AuszeichnungChartplatzierungen (Jahr, Titel, Musiklabel, Platzierungen, Wochen, Auszeichnungen, Anmerkungen) | Höchstplatzierung, Gesamtwochen, AuszeichnungChartplatzierungen (Jahr, Titel, Musiklabel, Platzierungen, Wochen, Auszeichnungen, Anmerkungen) | Anmerkungen                                                   |
| Jahr | Titel Musiklabel                                 | DE | AT | CH | UK | US | R&B | CA | Anmerkungen                                                   |
| ---- | ------------------------------------------------ | --- | --- | --- | --- | --- | --- | --- | ------------------------------------------------------------- |
| 2013 | Kiss Land Republic Records (UMG)                 | DE93 (1 Wo.)DE | — | CH62 (1 Wo.)CH | UK12 Gold · (2 Wo.)UK | US2 Gold · (11 Wo.)US | R&B1 (39 Wo.)R&B | CA— PlatinCA | Erstveröffentlichung: 6. September 2013 Verkäufe: + 690.000   |
| 2015 | Beauty Behind the Madness Republic Records (UMG) | DE7 Gold · (22 Wo.)DE | AT7 Gold · (4 Wo.)AT | CH4 (22 Wo.)CH | UK1 ×2Doppelplatin · (103 Wo.)UK | US1 ×6Sechsfachplatin · (334 Wo.)US | R&B1 (… Wo.)R&B | CA1 ×7Siebenfachplatin · (… Wo.)CA | Erstveröffentlichung: 28. August 2015 Verkäufe: + 7.832.500   |
| 2016 | Starboy Republic Records (UMG)                   | DE10 Platin · (147 Wo.)DE | AT10 a Platin · (81 Wo.)AT | CH5 (… Wo.)CH | UK5 ×2Doppelplatin · (191 Wo.)UK | US1 ×6Sechsfachplatin · (… Wo.)US | R&B1 (… Wo.)R&B | CA1 ×7Siebenfachplatin · (… Wo.)CA | Erstveröffentlichung: 25. November 2016 Verkäufe: + 9.080.000 |
| 2020 | After Hours Republic Records (UMG)               | DE5 Gold · (174 Wo.)DE | AT1 Gold · (75 Wo.)AT | CH1 (115 Wo.)CH | UK1 Platin · (121 Wo.)UK | US1 ×3Dreifachplatin · (175 Wo.)US | R&B1 (… Wo.)R&B | CA1 ×5Fünffachplatin · (158 Wo.)CA | Erstveröffentlichung: 20. März 2020 Verkäufe: + 5.270.000     |
| 2022 | Dawn FM Republic Records (UMG)                   | DE5 (26 Wo.)DE | AT2 (11 Wo.)AT | CH1 (24 Wo.)CH | UK1 Gold · (51 Wo.)UK | US2 Platin · (69 Wo.)US | R&B1 (54 Wo.)R&B | CA1 Platin · (27 Wo.)CA | Erstveröffentlichung: 7. Januar 2022 Verkäufe: + 1.480.000    |
| 2025 | Hurry Up Tomorrow Republic Records (UMG)         | DE1 (… Wo.)DE | AT2 (18 Wo.)AT | CH2 (17 Wo.)CH | UK1 Gold · (14 Wo.)UK | US1 (… Wo.)US | R&B1 (… Wo.)R&B | — | Erstveröffentlichung: 31. Januar 2025 Verkäufe: + 287.500     |

## Filmografie
- 2019: Der schwarze Diamant
- 2023: The Idol (Fernsehserie)
- 2025: Hurry Up Tomorrow (auch Produktion und Musik)

## Auszeichnungen
- 2012: Sirius XM Indie Awards – Urban Artist/Group or Duo of the Year
- 2012: Stereogum Awards – Top 10 New Acts of 2011
- 2014: Allan Slaight Award
- 2015: American Music Awards – Favorite Male Artist – Soul/R&B
- 2015: American Music Awards – Favorite Album – Soul/R&B
- 2016: Oscarnominierung für Earned It aus dem Film Fifty Shades of Grey
- 2016: Grammy Awards – Best R&B Performance (Earned It)
- 2016: Grammy Awards – Best Urban Contemporary Album (Beauty Behind the Madness)
- 2016: Juno Awards – Album of the Year
- 2016: Juno Awards – Single of the Year
- 2016: Juno Awards – Artist of the Year
- 2016: Juno Awards – Songwriter of the Year
- 2016: Juno Awards – R&B/Soul Recording of the Year
- 2017: Juno Awards – R&B/Soul Recording of the Year (Starboy)
- 2018: Grammy Awards – Best Urban Contemporary Album (Starboy)
- 2020: MTV Video Music Awards – Video of the Year/Best R&B
- 2022: Grammy Awards – Best Melodic Rap Performance (Hurricane)